# 鎌田大夢
鎌田 大夢（かまだ ひろむ、2001年6月23日 - ）は、愛媛県伊予市出身のプロサッカー選手。Jリーグ・ベガルタ仙台所属。ポジションはミッドフィールダー(MF)。
兄はサッカー日本代表でクリスタル・パレスFC所属の鎌田大地。

## 経歴
昌平高校から2020年に福島ユナイテッドFCに加入。2年間で53試合出場し、1得点をあげた。
2022年は当初、福島ユナイテッドFCとの契約を更新し、背番号も10番を付ける予定だった。しかしその後ベガルタ仙台からの獲得オファーを受けて、2022年2月3日にベガルタ仙台への完全移籍が発表された。
仙台では1年目の天皇杯の3回戦、セレッソ大阪戦で在籍初ゴールを挙げた。2年目は第8節のヴァンフォーレ甲府戦からスタメンに定着し、第18節のジェフユナイテッド市原・千葉戦でJ2リーグ初ゴールを挙げた。第38節のいわきFC戦でシーズン歴代最多ゴール数を更新し、J通算100試合出場を達成。3年目からは昨季引退したクラブレジェンドの梁勇基が付けていた背番号を受け継ぎ、副キャプテンに就任。仙台で18年ぶりかつ歴代4人目の背番号「10」の選手として「誰かが付けないといけないと思った。僕なりの10番の在り方を見せ、歴史をつくりたい。」と意気込んだ。

## 所属クラブ
- キッズFC[2]
- JFAアカデミー福島[2]
- 昌平高校
- 2020年 - 2021年  福島ユナイテッドFC
- 2022年 -  ベガルタ仙台

## 個人成績
| 国内大会個人成績 | 国内大会個人成績 | 国内大会個人成績 | 国内大会個人成績 | 国内大会個人成績 | 国内大会個人成績 | 国内大会個人成績 | 国内大会個人成績 | 国内大会個人成績 | 国内大会個人成績 | 国内大会個人成績 | 国内大会個人成績 |
| 年度             | クラブ           | 背番号           | リーグ           | リーグ戦         | リーグ戦         | リーグ杯         | リーグ杯         | オープン杯       | オープン杯       | 期間通算         | 期間通算         |
| 年度             | クラブ           | 背番号           | リーグ           | 出場             | 得点             | 出場             | 得点             | 出場             | 得点             | 出場             | 得点             |
| 日本             | 日本             | 日本             | 日本             | リーグ戦         | リーグ戦         | リーグ杯         | リーグ杯         | 天皇杯           | 天皇杯           | 期間通算         | 期間通算         |
| ---------------- | ---------------- | ---------------- | ---------------- | ---------------- | ---------------- | ---------------- | ---------------- | ---------------- | ---------------- | ---------------- | ---------------- |
| 2020             | 福島             | 24               | J3               | 25               | 1                | -                | -                | -                | -                | 25               | 1                |
| 2021             | 福島             | 24               | J3               | 28               | 0                | -                | -                | -                | -                | 28               | 0                |
| 2022             | 仙台             | 32               | J2               | 18               | 0                | -                | -                | 2                | 1                | 20               | 1                |
| 2023             | 仙台             | 32               | J2               | 33               | 2                | -                | -                | 2                | 0                | 35               | 2                |
| 2024             | 仙台             | 10               | J2               | 17               | 0                | 1                | 0                | 1                | 0                | 19               | 0                |
| 2025             | 仙台             | 10               | J2               |                  |                  |                  |                  |                  |                  |                  |                  |
| 通算             | 日本             | 日本             | J2               | 68               | 2                | 1                | 0                | 5                | 1                | 74               | 3                |
| 通算             | 日本             | 日本             | J3               | 53               | 1                | -                | -                | -                | -                | 53               | 1                |
| 総通算           | 総通算           | 総通算           | 総通算           | 121              | 3                | 1                | 0                | 5                | 1                | 127              | 4                |

その他の公式戦
- 2024年
  - J1昇格プレーオフ 2試合0得点

出場歴
- Jリーグ初出場:2020年7月11日 J3第3節 いわてグルージャ盛岡戦 (とうほう・みんなのスタジアム)[9]
- Jリーグ初得点:2020年12月20日 J3第34節 カマタマーレ讃岐戦 (Pikaraスタジアム)